# Hanno Möttölä
Hanno Aleksanteri Möttölä (ur. 9 września 1976 w Helsinkach) – fiński koszykarz, występujący na pozycji silnego skrzydłowego, reprezentant kraju, po zakończeniu kariery zawodniczej trener koszykówki. Obecnie asystent trenera Akademii Helsinki oraz kadry Finlandii.
Został pierwszym Finem, który zagrał w NBA. Reprezentował barwy Atlanty Hawks.

## Życiorys
Möttölä uczęszczał na Uniwersytet w Utah, gdzie grał w koszykówkę. Po skończeniu nauki przystąpił do draftu, w którym został wybrany z 40 numerem przez Atlanta Hawks. W NBA zagrał tylko dwa sezony. Po krótkiej karierze w Stanach powrócił do Europy. Zaliczył występy w Hiszpanii, w TAU Ceramice, następnie we Włoszech, w Skipperze Bologna i Scavolini Pesaro. Następnie przeszedł do ligi rosyjskiej, gdzie grał w Dynamie Moskwa. Kolejnym przystankiem w jego karierze był Žalgiris Kowno. 26 lipca 2007 roku podpisał kontrakt z greckim Arisem.
26 września 2008 ogłosił zakończenie kariery, ale dziewięć miesięcy później powrócił do gry. We wrześniu 2009 roku podpisał kontrakt z fińskim Torpanem Pojat.
Hokeiści grający w NHL – Jarkko Ruutu i Tuomo Ruutu są jego kuzynami.

## Osiągnięcia
Na podstawie, o ile nie zaznaczono inaczej.

### NCAA
- Wicemistrz NCAA (1998)
- Uczestnik rozgrywek:
  - Elite 8 turnieju NCAA (1997, 1998)
  - II rundy turnieju NCAA (1997–1999)
  - turnieju NCAA (1997–2000)
- Mistrz:
  - turnieju konferencji Western Athletic (WAC – 1997, 1999)
  - sezonu regularnego:
    - WAC (1997–1999)
    - Mountain West (2000)
- Zaliczony do:
  - I składu WAC (1999)
  - II składu WAC (1998)

### Drużynowe
- Mistrz:
  - Eurocup (2006)
  - Litwy (2007)
- Wicemistrz:
  - Euroligi (2004)
  - Ligi Bałtyckiej (2007)
  - Włoch (2004)
  - Finlandii (2010)
- 3. miejsce podczas mistrzostw Finlandii (2012)
- Zdobywca pucharu Litwy (2007)
- Finalista pucharu:
  - Hiszpanii (2003)
  - Finlandii (2011)

### Indywidualne
- Fiński koszykarz roku (1997–2002, 2004, 2005)
- Najlepszy młody zawodnik ligi fińskiej (1995)
- MVP kolejki Euroligi (1 – 2002/2003, 18 – 2004/2005)
- Uczestnik meczu gwiazd ligi:
  - bałtyckiej (2007)
  - włoskiej (2004)
  - litewskiej (2007)

### Reprezentacja
- Mistrz Europy dywizji B (2007)
- Uczestnik:
  - mistrzostw:
    - świata (2014 – 22. miejsce)
    - Europy:
      - 1995  – 13. miejsce, 2011 – 9. miejsce, 2013 – 9. miejsce
      - dywizji B (2005, 2007)
      - U–22 (1994 – 10. miejsce)

  - kwalifikacji do Eurobasketu:
    - 1997, 1999, 2001, 2003, 2009, 2011, 2013
    - U–22 (1998)

### Trenerskie
- Uczestnik mistrzostw Europy (2022)[8]